# Kearons (cráter)

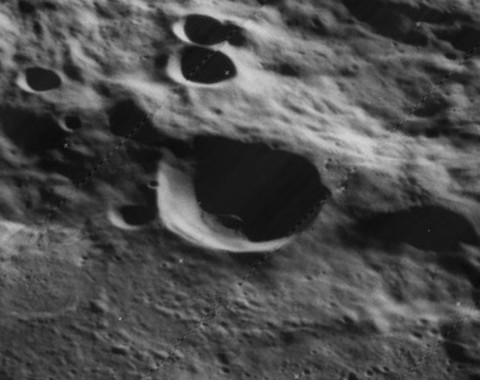
Vista oblicua de la misión Lunar Orbiter 5, mirando al sudoeste.

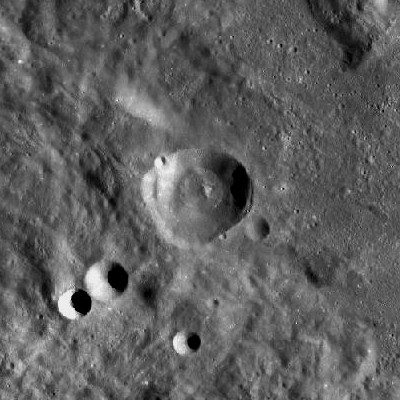
Fotografía de la misión Lunar Reconnaissance Orbiter

Kearons es un pequeño cráter de impacto localizado en la cara oculta de la Luna, al noroeste de la cuenca de impacto del Mare Orientale, en la falda exterior de materiales eyectados que rodea a los Montes Cordillera. Es un cráter relativamente aislado, posiblemente porque el resto de impactos cercanos han quedado enterrados bajo los citados materiales eyectados. A cierta distancia al sur aparece el cráter Lewis, y al norte-noreste se halla el cráter Grachev.
|  |

El borde del cráter forma un polígono redondeado, con un borde afilado con un pequeño impacto que atraviesa el lado noroeste. La pared interior y el suelo carecen relativamente de rasgos destacables. A una distancia de un diámetro del cráter al sudoeste de Kearons aparece un cráter más pequeño que posee un sistema de marcas radiales modesto, con rayos que se extienden al norte, al sur, y al sudoeste hasta los 100 km.
El cráter debe su nombre a William M. Kearons (1878-13 de agosto de 1948), un astrónomo aficionado estadounidense reconocido por sus fotografías del Sol. Fue ministro de la Iglesia Episcopal de San Lucas en Fall River (Massachusetts).

## Cráteres satélite
Por convención estos elementos son identificados en los mapas lunares poniendo la letra en el lado del punto medio del cráter que está más cercano a Kearons.
|         | \| Kearons \| Coordenadas \| Diámetro \| \| ------- \| -------------------------------- \| -------- \| \| U \| 10°30′S 115°54′O / -10.5, -115.9 \| 13 km \| |          |
| Kearons | Coordenadas | Diámetro |
| U       | 10°30′S 115°54′O / -10.5, -115.9 | 13 km    |